# Danny Jacobs
Daniel Charles "Danny" Jacobs, Jr. (født 7. juli 1968) er en amerikansk skuespiller og komiker.